# Eduard Thomann
Eduard R. Thomann (* 1. Februar 1869 in Moskau; † 4. Januar 1955 in Baden AG), reformiert, heimatberechtigt in St. Gallen, war ein schweizerischer Eisenbahningenieur.

## Leben
Der in Moskau geborene Eduard Thomann, Sohn des Direktors Ruprecht Thomann sowie der Anna Katharina geborene Nabholz, legte 1887 die Maturität in Zürich ab. Thomann absolvierte im Anschluss eine Schlosserlehre in der Maschinenfabrik Oerlikon, 1890 nahm er ein Maschinenbaustudium am Eidgenössischen Polytechnikum in Zürich auf, das er 1894 mit dem Erwerb des akademischen Grades eines Dipl. Masch.-Ing. ETH abschloss.
In direkter Folge trat Eduard Thomann eine Ingenieursstelle bei der Brown, Boveri & Cie. (BBC), der heutigen Asea Brown Boveri, an, die er bis 1902 innehielt. Im gleichen Jahr eröffnete er mit Emil Strub ein Büro für die Projektierung elektrischer Bergbahnen, 1904 wechselte er zur Bahnabteilung der BBC, als deren Direktor er von 1909 bis zu seiner Verabschiedung in den Ruhestand 1933 fungierte.
Bei der BBC war Eduard Thomann für die Projektierung der ersten elektrisch betriebenen Bergbahnen Gornergrat, Stansstad-Engelberg, Jungfrau sowie Burgdorf-Thun zuständig. Thomann war auch an der Elektrifizierung unter anderem der Simplonbahn (1906) sowie der Lötschbergbahn (1913) beteiligt.
Eduard Thomann, der Mitgliedschaften in der Schweizerischen Studienkommission für elektrischen Bahnbetrieb sowie im Schweizerischen Schulrat innehatte, war seit 1897 mit Ella Julia, der Tochter des Karl Jakob Ott verheiratet. Er verstarb 1955 knapp vor Vollendung seines 86. Lebensjahres.

## Publikationen
- Die Elektrische Vollbahn Burgdorf-Thun. 1900.
- Elektrischer Betrieb auf den Schweizerischen Vollbahnen. Polytechnische Verlagsanstalt, Zürich 1902.
- Elektrische Strassenbahn in Spiez: Projekt einer Spiezer Verbindungsbahn Bahnhof-See. Dezember 1903, Maurer, 1904.
- mit Emil Huber-Stockar: Ueber die neue Stromzuführungsanlage, System (der Maschinenfabrik) Oerlikon. Zürcher & Furrer, 1904.
- mit K. Schnetzler: Die elektrischen F 4/4-Lokomotiven am Simplon. Brown, Boveri & Cie., 1909.